# Christina Stresemann
Christina Stresemann (* 18. Dezember 1957 in Berlin) ist eine deutsche Juristin und frühere Richterin am Bundesgerichtshof. 

## Leben
Stresemann ist die Tochter des deutschen Dirigenten Wolfgang Stresemann (1904–1998) und der US-amerikanischen Pianistin Mary Jean Stresemann, geborene Athay (1924–2007). Ihr Großvater väterlicherseits war der Politiker Gustav Stresemann.
Sie verbrachte ihre Kindheit in Berlin-Dahlem und besuchte die John-F.-Kennedy-Schule. Ihr Jurastudium absolvierte sie an der Freien Universität Berlin, wo sie nach Beendigung ihrer juristischen Ausbildung als wissenschaftliche Mitarbeiterin arbeitete. Im Mai 1987 wurde sie in den höheren Justizdienst des Landes Berlin übernommen. Hier war sie zunächst als Proberichterin am Landgericht Berlin und am Amtsgericht Charlottenburg beschäftigt. Dem schloss sich von August 1988 bis März 1992 eine Abordnung an die Berliner Senatsverwaltung für Justiz und Bundesangelegenheiten an. Dort war Stresemann auch mit den Aufgaben der persönlichen Referentin der Justizsenatorin betraut – eines Amtes, das ab 1989 Jutta Limbach innehatte. 
Noch während dieser Zeit wurde sie im Mai 1990 zur Richterin am Landgericht Berlin ernannt. Zudem promovierte sie 1991 an ihrer Alma Mater mit einer Dissertation über die Bereicherungsrechtliche Rückabwicklung bei zu Unrecht vom Haftpflichtversicherer erbrachten Leistungen zum Doktor der Rechte. Nach ihrer Rückkehr ans Landgericht Berlin 1992 wurde sie 1995 zur Richterin am Kammergericht befördert und zudem für drei Jahre als wissenschaftliche Mitarbeiterin zum Bundesverfassungsgericht abgeordnet. Dort war sie erneut für Jutta Limbach tätig, die mittlerweile zur Präsidentin des Verfassungsgerichts aufgestiegen war. 
Nach dem Ende ihrer Abordnung übte sie ab Oktober 1998 ihr Richteramt am Kammergericht aus. 2000 heiratete sie den Juristen Ingo Müller. Im Jahre 2003 wurde Stresemann zur Richterin am Bundesgerichtshof ernannt und dem V. Zivilsenat, zuständig für Nachbar- und Wohnungseigentumsrecht, zugeteilt. Mutmaßlich wurde sie von der SPD vorgeschlagen, ist selbst aber parteilos. Seit 2007 gehörte sie dem Präsidium, seit 2010 dem Präsidialrat des Bundesgerichtshofs an. Überdies fungierte sie seit 2009 als Beauftragte des Bundesgerichtshofs für Auslandskontakte. Am 3. September 2012 wurde ihr der Vorsitz des V. Zivilsenats und des Senats für Landwirtschaftssachen übertragen. Seit 2017 war sie stellvertretende Vorsitzende des Dienstgerichts des Bundes.
Von 2004 bis 2012 war Stresemann auch Richterin am Verfassungsgerichtshof des Landes Berlin. Auch für dieses Amt war sie von der SPD nominiert worden.
2019 errang Christina Stresemann einen persönlichen Erfolg vor Gericht: Das Landgericht Berlin untersagte der AfD auf Klage der Enkel von Gustav Stresemann, seinen Namen für eine parteinahe Stiftung zu nutzen.
Christina Stresemann trat am 31. Mai 2022 in den Ruhestand.